# 1979 في السويد
فيما يلي قوائم الأحداث التي وقعت خلال عام 1979 في السويد.

## سياسة

### انتهاء فترة المنصب
- 12 أكتوبر – هانز بليكس Minister for Foreign Affairs (Sweden) [الإنجليزية]‏.

## ظهور
- 1 يناير – أوروبا

## مواليد

### يناير
- 15 يناير – جوناس لجونجبلاد درّاج طريق سويدي.

### مارس
- 21 مارس – فريدريك برجلاند لاعب كرة قدم سويدي.

### أبريل
- 22 أبريل – يواكيم كيلبوم لاعب كرة سلة سويدي.

### مايو
- 13 مايو – كارل فيليب دوق فارملاند
- 17 مايو – جيمي أوكسون سياسي سويدي.
- 24 مايو – داليبور دودير لاعب كرة يد سويدي.

### يونيو
- 1 يونيو – ماركوس بيرسون اغرب مطوار لي ماين كرافت.
- 12 يونيو – روبن ميريام كارلسون
- 14 يونيو – يوهان أرنينج لاعب كرة قدم سويدي.

### يوليو
- 5 يوليو – مهدي محمد غزالي

### أغسطس
- 24 أغسطس – كاتيا نايبرج لاعبة كرة يد نرويجية.

### نوفمبر
- 25 نوفمبر – جويل كينمان
- 29 نوفمبر – لؤي شنكو

### ديسمبر
- 8 ديسمبر – كريستيان فيلهلمسون لاعب كرة قدم سويدي.
- 21 ديسمبر – توفا نوفوتني ممثلة سويدية.
- 28 ديسمبر – نومي رابيس ممثلة سويدية.

### مايو
- 4 مايو – ليف إيرلاند أندرسون (مواليد 1943) عالم فلك سويدي.
- 19 مايو – سيجفريد لندبرغ (مواليد 1895) درّاج طريق سويدي.

### يوليو
- 27 يوليو – هنري سان سير (مواليد 1902)

### أغسطس
- 3 أغسطس – بيرتل أولين (مواليد 1899)
- 4 أغسطس – ايفار يوهانسون (مواليد 1903) مصارع هاوي سويدي.